# Ortofoto
Et ortofoto er et luftfoto som er taget under bestemte passende forhold og/eller korrigeret således at billedets størrelsesforhold overalt er de samme, således at billedet er geometrisk ækvivalent med et kort over samme område. I modsætning til et almindeligt luftfoto, kan et ortofoto således bruges til at måle afstande og bestemme koordinater ud fra kendte fikspunkter fordi billedet er justeret for misvisning som følge af højdeforskelle i terræn, optisk forvrængning og hældning af kameraet.
Optisk fortegning og hældning af kameraet er problemer der i princippet gør sig gældende ved al fotografering og problemerne er ikke ukendte for professionelle fotografer eller foto-entusiaster, men i tilfælde hvor der er kort afstand mellem kamera og objekt eller hvor billedet blot skal bruges til visuel betragtning har disse forhold som regel ingen betydning – der er dog tilfælde hvor disse forhold har betydning, også ved "almindelig fotografering".
Problemerne kan mindskes eller fjernes med flere forskellige metoder, bl.a.
- digital efterbehandling af det optagne billede (dette sker næsten altid)
- brug af et kamera der bevæger sig (f.eks. ved en lille motor) under optagelsen af billedet (selv når lukketiden er ganske kort er dette vigtigt for ortofoto)

Ortofotos bruges i dag almindeligt i forbindelse med produktion af digitale kort og i diverse GIS systemer.
Siden år 2000 er digitale kort også blevet udbredt på Internettet, mest kendt måske Google maps og Google Earth, men der er flere andre – f.eks. har de fleste Internet telefonbøger også indbygget digitale kort.